# Kaczawa
Kaczawa (în germană Katzbach) este un afluent de versantul stâng a lui Oder cu o lungime de 98 km, care este situat în voievodatul Silezia Inferioară, Polonia.